# Cnaphalocrocis latimarginalis
Cnaphalocrocis latimarginalis is een vlinder uit de familie van de grasmotten (Crambidae), uit de onderfamilie van de Spilomelinae. De wetenschappelijke naam van deze soort is voor het eerst voorgesteld als Dolichosticha latimarginalis door George Francis Hampson in een publicatie uit 1891.
De soort komt voor in India (Tamil Nadu) en zuidelijk China.